# Angela Daneu Lattanzi

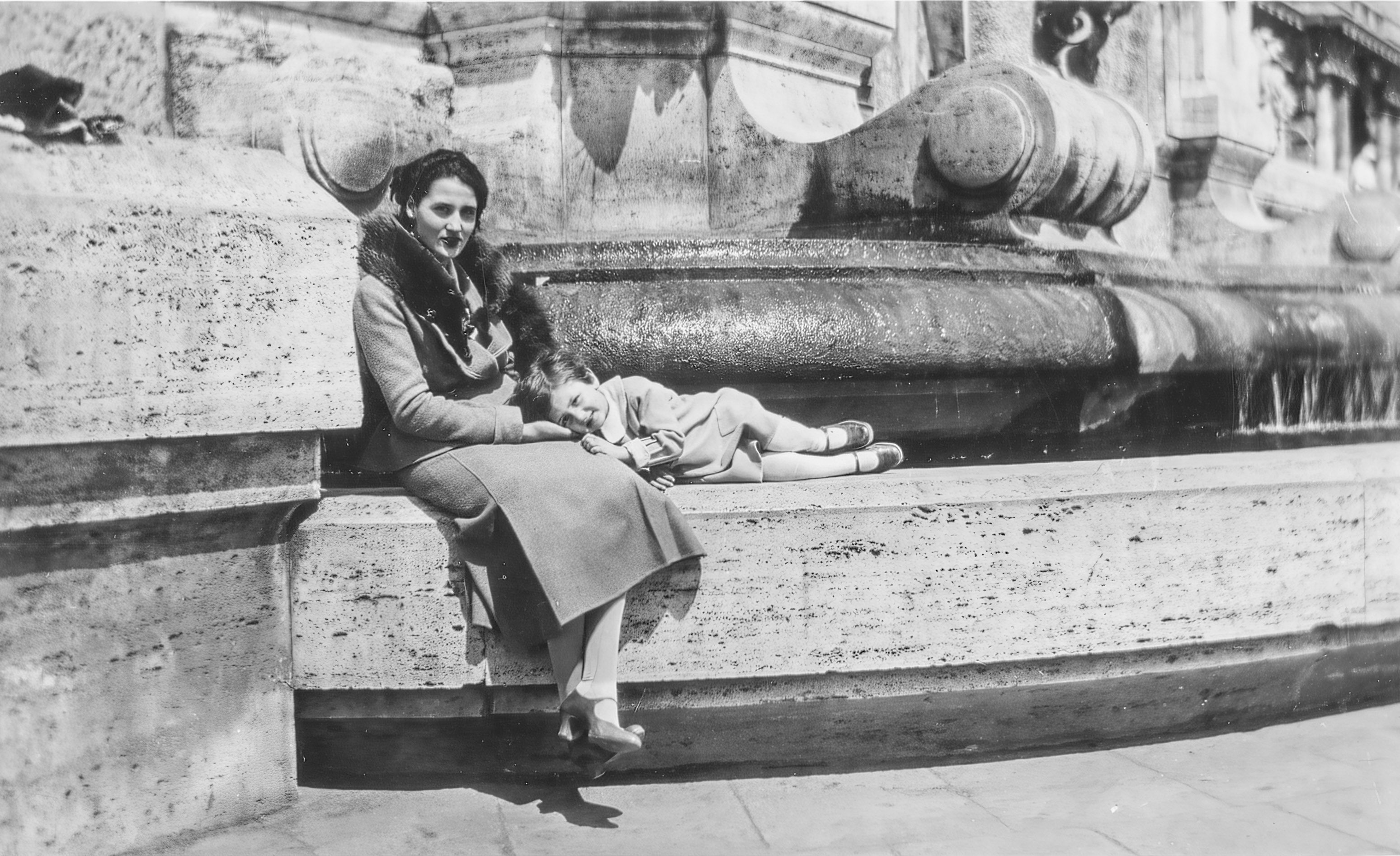
Angela Daneu Lattanzi mit ihrer Tochter Alessandra Lavagnino

Angela Daneu Lattanzi (* 5. Oktober 1901 in Alexandria; † 24. April 1985 in Palermo) war eine italienische Bibliothekarin und Handschriftenforscherin.
Nach dem Abschluss der Höheren Schule in Ägypten ging sie 1920 nach Italien, um an der Universität La Sapienza in Rom und gleichzeitig an der Accademia Nazionale di Santa Cecilia zu studieren. 1926 schloss sie mit der Laurea in Lettere antiche ab, an der Akademie erlangte sie das Diplom für Violoncello. Zu der Zeit war sie mit dem Kunsthistoriker Emilio Lavagnino verheiratet. 1934 gewann sie einen Concorso als wissenschaftliche Bibliothekarin und wurde der Biblioteca Casanatense und zeitweilig der Biblioteca Alessandrina zugewiesen. Wegen ihrer zweiten Ehe mit dem Palermitaner Antiquar und Sammler Antonio Daneu wurde sie 1937 an die Biblioteca Nazionale in Palermo versetzt. 1940 wurde sie mit der Auslagerung seltener und wertvoller Bücher beauftragt, da der Bibliotheksdirektor Alberto Giraldi zu den Waffen gerufen worden war. Von 1943 bis 1966 war sie Soprintendente alle biblioteche per la Sicilia occidentale, von 1943 bis 1945 zugleich auch kommissarische Leiterin der Nationalbibliothek. Die Beseitigung der Kriegsschäden und der weitere Ausbau des kommunalen und regionalen Bibliothekswesens gehörte zu den wichtigsten Aufgaben von Angela Daneu Lattanzi als Superintendentin.
Am Konservatorium „Vincenzo Bellini“ in Palermo hatte sie einen Lehrauftrag für Musikgeschichte. An der Universität Palermo lehrte sie als libero docente Bibliothekswissenschaften mit besonderer Berücksichtigung der Buchmalerei. Zum Standardwerk wurde ihr Grundriss der Geschichte der Buchmalerei in Sizilien, die Handschriften und Inkunabeln mit Miniaturen hat sie in einem zweibändigen Katalog erschlossen, dessen erster Band über die Bestände der Biblioteca Nazionale in Palermo 1965 erschien, der zweite Band mit den anderen Bibliotheken Siziliens folgte 1984. In das Themenfeld der normannisch-staufischen Buchkunst gehört auch ihre Faksimileausgabe der Nomina et virtutes balneorum des Petrus de Ebulo in der Handschrift 1474 der Biblioteca Angelica in Rom.
Auch als Malerin und Pianistin wurde sie nicht nur in Palermo geschätzt: 1963 und 1967 wurde sie zu Ausstellungen nach Toronto eingeladen. Aquarell und Ölmalerei waren ihre bevorzugten Techniken, thematisch behandelte sie vorwiegend Landschaften. Einige ihrer Gemälde befinden sich im Besitz der Assemblea Regionale Siciliana und der Galleria d’Arte Moderna (Palermo), andere in privaten Sammlungen.
Sie war unter den Gründerinnen und Vorsitzende des Soroptimist Club di Palermo, vor allem aber war sie Vorsitzende der Sektion Sicilia Occidentale der Associazione Italiana Biblioteche von 1951 bis 1979. Die Monographie ihres 1959 verstorbenen Gatten über die Korallenkunst in Trapani hat sie herausgegeben.
2002 veröffentlichte ihre Tochter aus erster Ehe, Alessandra Lavagnino, bei Sellerio den Roman Le bibliotecarie di Alessandria, der sich am Leben ihrer Mutter inspirierte.

## Veröffentlichungen (Auswahl)
- Lineamenti di storia della miniatura di Sicilia, Florenz 1966
- I manoscritti ed incunaboli miniati della Sicilia. 2 Bände, Rom 1965-1984
- Nomina et virtutes balneorum seu de balneis Puteolorum et Baiarum : codice Angelico 1474. 2 , Rom 1962